# Zenillia strigipennis
Zenillia strigipennis är en tvåvingeart som först beskrevs av Wulp 1894.  Zenillia strigipennis ingår i släktet Zenillia och familjen parasitflugor. Inga underarter finns listade i Catalogue of Life.